# Milhundos
Milhundos ist eine Gemeinde (Freguesia) im Norden Portugals.
Milhundos gehört zum Kreis Penafiel im Distrikt Porto, besitzt eine Fläche von 4,6 km² und hat 1800 Einwohner (Stand 30. Juni 2011).